# Броска
Броска (на украински: Броска) е село в южна Украйна, административен център на селски съвет Броска в Измаилски район на Одеска област. Населението му според преброяването през 2001 г. е 3704 души.

## Население

### Езици
Численост и дял на населението по роден език, според преброяването на населението през 2001 г.:
| Роден език | Численост | Дял (в %) |
| Общо       | 3704      | 100.00    |
| Украински  | 2845      | 76.80     |
| Руски      | 638       | 17.22     |
| Молдовски  | 96        | 2.59      |
| Български  | 85        | 2.29      |
| Беларуски  | 15        | 0.40      |
| Цигански   | 7         | 0.18      |
| Гагаузки   | 5         | 0.13      |
| Румънски   | 1         | 0.02      |
| Други      | 12        | 0.32      |